# Edmilson Rodrigues
Edmilson Brito Rodrigues (Belém, 26 de maio de 1957) é um arquiteto, professor e político brasileiro, filiado ao Partido Socialismo e Liberdade (PSOL). Foi prefeito de Belém por três mandatos (1997-2005 e 2021-2025) e exerceu os cargos de deputado estadual do Pará (1987-1995 e 2011-2015) e deputado federal pelo mesmo estado (2015-2021).
É doutor em geografia pela Universidade de São Paulo (USP) e docente da Universidade Federal Rural da Amazônia (UFRA).

## Biografia

### Formação e carreira acadêmica
Edmilson Rodrigues, filho de Gumercindo Rodrigues e de Abigail Rodrigues, graduou-se em arquitetura pela Universidade Federal do Pará em 1982, e na mesma universidade concluiu especialização em Desenvolvimento de Áreas Amazônicas em 1994. Também concluiu o mestrado em Planejamento do Desenvolvimento em 1995, pelo Núcleo de Altos Estudos Amazônicos da UFPA.
Seguiu seus estudos cursando doutorado em Geografia Humana pela Universidade de São Paulo (USP), concluindo-o em 2010 com a tese Território e soberania: a Região Amazônica e o processo de privatização da água vista como norma estratégica do globalitarismo.
Foi professor na Escola Nossa Senhora do Pérpetuo Socorro, de 1979 a 1982; na Secretaria Executiva de Estado de Educação em 1980; professor assistente no Instituto Federal de Educação, Ciência e Tecnologia do Pará (IFPA) em 1982, e no mesmo ano também exerceu esse cargo na Universidade Federal Rural da Amazônia (UFRA), da qual passou a ser professor efetivo em 1983.

### Trajetória política
Edmilson Rodrigues iniciou sua carreira política em 1986, como deputado estadual pelo Pará, sendo reeleito para o cargo no pleito de 1990. Em 1994, concorreu ao cargo de senador pelo Partido dos Trabalhadores, mas não foi eleito. Em 1996, elegeu-se prefeito de Belém em segundo turno, com 57,47% dos votos válidos. Tendo como vice-prefeita Ana Júlia Carepa, que mais tarde, em 2006 seria eleita governadora do Pará. E derrotando Ramiro Bentes (PDT), que obteve 42,53% dos votos válidos. Foi reeleito em 2000, no segundo turno, com uma vantagem de 50,75% sobre 49,25% de Duciomar Costa (PSD). Durante os anos de 1997 e 2005, destacou-se na prefeitura pela ampliação da participação popular no Planejamento da cidade, incluindo Orçamento Participativo. Diante disso, aumentou o diálogo processual que se destinava à situação do Plano Plurianual, à Lei Diretrizes Orçamentárias, ao Plano Diretor Municipal, às políticas públicas e ao Orçamento Anual.
A gestão como prefeito também foi marcada pela implantação de projetos sociais e culturais para a cidade, o que rendeu a Edmilson prêmios como o de Prefeito Amigo da Criança, concedido pela Organização das Nações Unidas (ONU) durante dois anos devido projetos infanto-juvenis, inicialmente em 2023 devido ao projeto Sementes do Amanhã, que retirava as crianças do depósito de lixo dando apoio educacional, financeiro e, profissional para a família. e em 2024 devido aos projetos Família Cidadã, Atenção aos direitos violados inafnto-juvenil e, Meu Primeiro Emprego.  Também obteve destaque em outros projetos como a Escola Circo; o Bolsa Família de um salário mínimo; Banco Municipal do Povo e Família Saudável.[carece de fontes?]
Rodrigues foi pré-candidato à presidência da República pelo PT em 2002.[carece de fontes?] Em 2005, mudou de partido, fazendo parte de um grupo dissidente que deixou o PT em direção ao PSOL. Sua saída do PT deu-se em conjunto com outros dirigentes de sua corrente política, a Ação Popular Socialista (APS), como os deputados federais Ivan Valente e Maninha, o membro da Executiva Nacional do PT, Jorge Almeida e a dirigente sindical da CUT, Lujan Miranda. No Pará, foi acompanhado por lideranças como José Nery Azevedo, que viria a herdar o mandato de Ana Júlia Carepa no senado; Araceli Lemos, então deputada estadual, e Marinor Brito, que viria a ser eleita senadora meia década depois da conversão.
Foi assessor parlamentar na Câmara dos Deputados de 2005 a 2006. Em seguida, em 2006 foi candidato a governador do Pará, ficando em quarto lugar com 131.088 (4,19%) dos votos. Nessa oportunidade, Ana Júlia Carepa, que fora vice-prefeita no seu primeiro mandato em Belém, foi eleita governadora, com uma coalizão que reuniu um grupo grande de partidos, tendo até apoio de uma parte do próprio PSOL. O PSOL manteve uma cadeira no Senado Federal, não pela eleição de um candidato do partido, mas porque Carepa deixou seu mandato para o primeiro suplente, então vereador José Nery, que migrou do PT para o PSOL em setembro de 2005 junto com a Ação Popular Socialista.

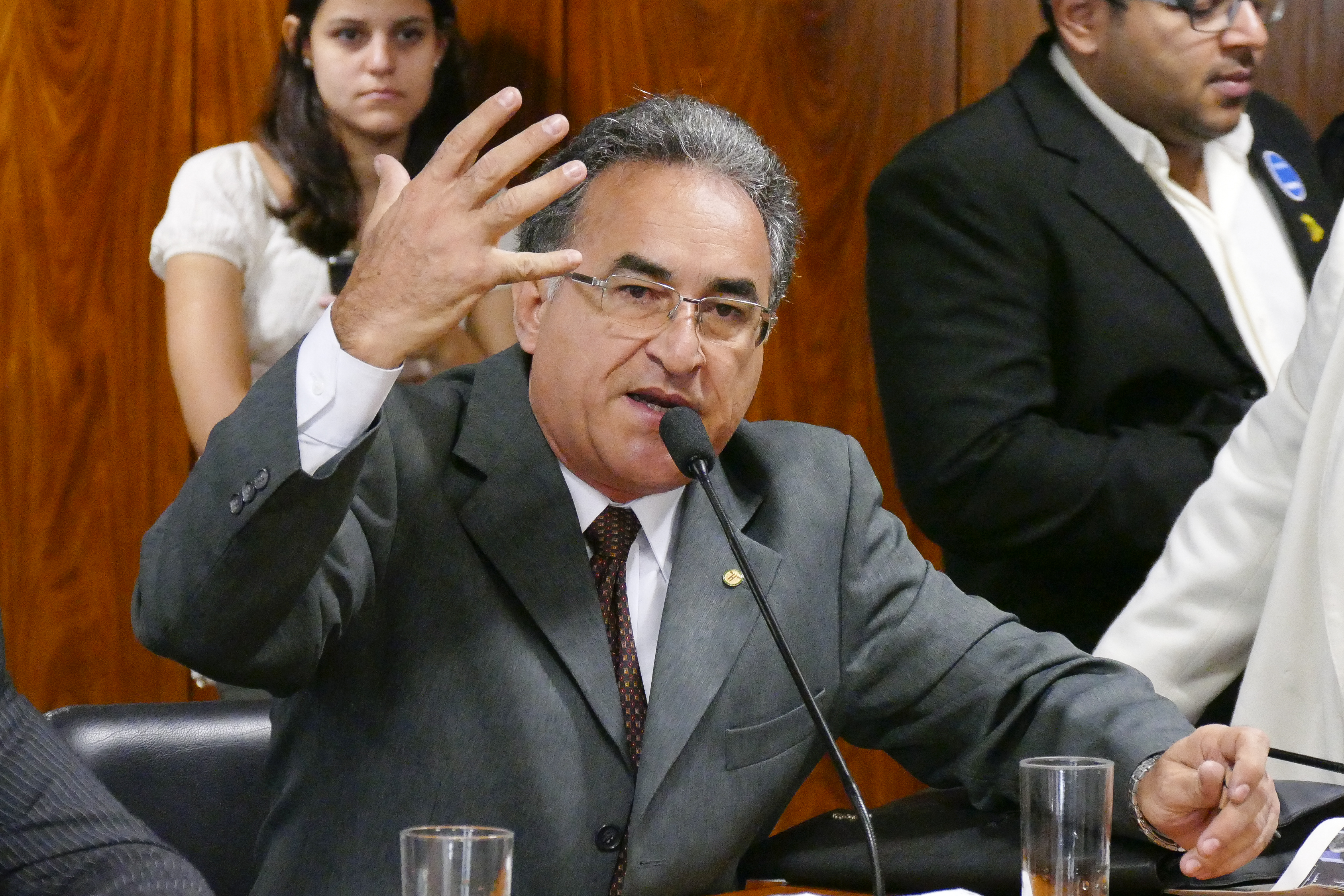
Em pronunciamento, deputado Edmilson na Comissão de Direitos Humanos e Legislação Participativa

Em 2010, o ex-prefeito se candidatou a deputado estadual pelo PSOL, sem coligação. Conquistou cerca de 85 mil votos, que o levaram a ser o deputado estadual do Pará mais votado daquele ano. Em 2012 o PSOL fazia oposição programática ao governo Dilma Rousseff, como fez ao de Luiz Inácio Lula da Silva, mas Edmilson, candidato à prefeito de Belém, não deixou de defender programas federais como o Minha Casa, Minha Vida. Em 2016, por exemplo, criticou os cortes no Programa anunciados pelo então ministro das cidades, Bruno Araújo, do governo interino de Michel Temer.. Ainda assim, nas eleições de 2012, O Presidente Luiz Inácio Lula da Silva, a ex-presidente Dilma, a ministra Marina Silva e a ex-ministra Marta Suplicy gravaram mensagens de apoio a Edmilson, que em 7 de outubro recebeu 252.049 votos válidos, ficando em primeiro lugar com 32,58%. Este resultado lhe permitiu continuar com a disputa pela Prefeitura de Belém do Pará no segundo turno. Entretanto, na votação do dia 28 de outubro, Edmilson ficou em segundo lugar, com 336.059 votos, equivalente a 43,39% dos votos, perdendo a disputa para Zenaldo Coutinho (PSDB). O resultado foi confirmado pelo TSE às 19h do horário local.
Em 2014 foi eleito deputado federal, sendo o mais votado na cidade de Belém, e o terceiro em todo o Estado, com uma votação de 170.604. Nas eleições de 2016, voltou a disputar a eleição para a prefeitura de Belém, obtendo 47,67% dos votos válidos, mas perdendo novamente para Zenaldo Coutinho. Na ocasião, a coligação da qual fazia parte, "Juntos pela Mudança" ingressou com denúncia contra o prefeito eleito, Zenaldo Coutinho, po  prática de conduta vedada e abuso de poder político e econômico. O juiz Antônio Cláudio Von Lohrmann Cruz, da 97ª Zona Eleitora de Belém, entendeu como procedente a denúncia e cassou a candidatura de Zenaldo, que entregou com recurso suspensivo para tomar posse. No pleito de 2018, elegeu-se novamente à deputado federal, alcançando cerca de 184 mil votos.
Nas eleições de 2020, foi eleito prefeito de Belém pela terceira vez, com um total de 390.723 votos (51,76% dos votos válidos) no segundo turno, derrotando o candidato do Patriota, Everaldo Eguchi. Em sua vaga na Câmara dos Deputados, assumiu Vivi Reis (PSOL), primeira suplente do partido.
Nas eleições de 2024, ficou em terceiro lugar, com 79.401 votos (9,78% dos votos válidos), não conseguindo se reeleger.

## Prefeitura de Belém
Durante o ano de 2021, ainda sob o impacto da pandemia da covid-19, a gestão de Edmilson realizou grandes investimentos em saúde, em especial, para garantir a retaguarda de atendimento às pessoas infectadas pelo vírus e em uma ampla campanha de vacinação, "Belém Vacinada", que colocou Belém entre as 10 capitais que mais vacinaram com a 2° dose sua população., além de ser a segunda capital que mais vacinou crianças. Belém também ficou em primeiro lugar, entre as sete capitais da região Norte, que mais avançaram em ações realizadas no primeiro ano de governo, cumprindo 21% das propostas de campanha, ficando acima da média nacional de 15%.
De modo geral, tem realizado uma gestão com importantes avanços para Belém, nas mais diversas áreas. Alguns destaques são:
Educação: 80 escolas entregues reformadas ou construídas, e mais de 20 ainda recebendo obras (atualização de agosto de 2024), que incluem reforma e ampliação dos espaços, climatização, mobiliário novo, placas fotovoltaicas para geração de energia limpa, bibliotecas, refeitórios, parques, banheiros adaptados para pessoas com deficiência e demais serviços essenciais à garantia de educação pública de qualidade e inclusivas. Também houve aumento de salas com recursos multifuncionais para as crianças com deficiência, o que ajudou a ampliar o número de estudantes PdDs na rede municipal de ensino. Em 2021, a rede atendia 2.221 estudantes com deficiência no ensino híbrido, em decorrência ainda da pandemia, e em 2023, este número passou para 2.694, de forma presencial. São estudantes da Educação Infantil, Ensino Fundamental e Ensino Médio. O atendimento aos estudantes da Educação de Jovens, Adultos e Idosos (EJA) é novidade desde 2021.
A cidade de Belém foi reconhecida em pesquisa pelas práticas exitosas de combate ao racismo e a quaisquer tipos de manifestações discriminatórias na rede municipal de ensino. 
Resgatou a Educação do Campo, das Águas e das Florestas, que unem o ensino tradicional com o respeito às práticas culturais e ao conhecimento ancestral das populações que habitam as águas e as florestas da Amazônia.  Implantou a Educação Escolar dos Indígenas, Imigrantes e Refugiados. com apoio da Unicef 
Também fortaleceu a Educação de Jovens, Adultos e Idosos (Ejai) - ampliando seu alcance e adicionando os idosos à sigla - com o programa de alfabetização "Alfabetiza Belém" o que alcançou o número de 98% de pessoas alfabetizadas na cidade, o suficiente para ser considerada Cidade Livre do Analfabetismo, requisição já realizada ao Ministério da Educação. Implantou o acompanhamento das crianças da rede municipal de ensino com o aplicativo “Guardiões”, para monitoramento da saúde de crianças e adolescentes e prevenção e proteção de casos de violência nas escolas. E m 2024, o Prefeito Edmilson recebeu o prêmio “Prefeito Amigo da Criança”, pela quarta vez.

## Posicionamentos
Em 17 de abril de 2016, Edmilson votou contra a abertura do processo de impeachment de Dilma Rousseff.
Em seu último mandato como deputado federal, em 2018, Edmilson se posicionou contra medidas apresentadas pelo governo de Jair Bolsonaro, em pautas como a Reforma da previdência e da Medida Provisória que diz respeito a liberdade econômica.

### Manifestações contra a Usina em Belo Monte
Edmilson, junto com mais de 500 integrantes de ONGs e movimentos sociais, participou de uma manifestação em frente à sede da Aneel, contra o leilão da Usina Hidrelétrica de Belo Monte, realizado em 20 de abril de 2010. O projeto visava erguer a terceira maior hidrelétrica do mundo no coração da Amazônia, e, de acordo com os parlamentares do PSOL, prometia devastar a mata, as comunidades ribeirinhas e reduzir a corrente do rio Xingu. Na ocasião, três liminares contrárias foram derrubadas.[carece de fontes?]

### Plebiscito de divisão do Pará
Em 2011, no Plebiscito sobre a divisão do estado do Pará, Edmilson atuou na frente parlamentar contra a divisão do Estado que resultaria em Carajás e Tapajós.  Os eleitores paraenses responderam a duas perguntas "Você é a favor da divisão do estado do Pará para a criação do estado de Carajás?" e "Você é a favor da divisão do estado do Pará para a criação do estado do Tapajós?". O número 77 correspondeu à resposta "sim" para qualquer uma das perguntas. E o número 55 foi usado para o "não". O resultado foi 66,60% de paraenses escolheram a NÃO divisão, sendo vitorioso nas urnas em dezembro de 2011; na capital Belém a união pelo Pará inteiro foi de 95% dos belenenses que disseram NÃO à divisão do Pará.

## Controvérsias

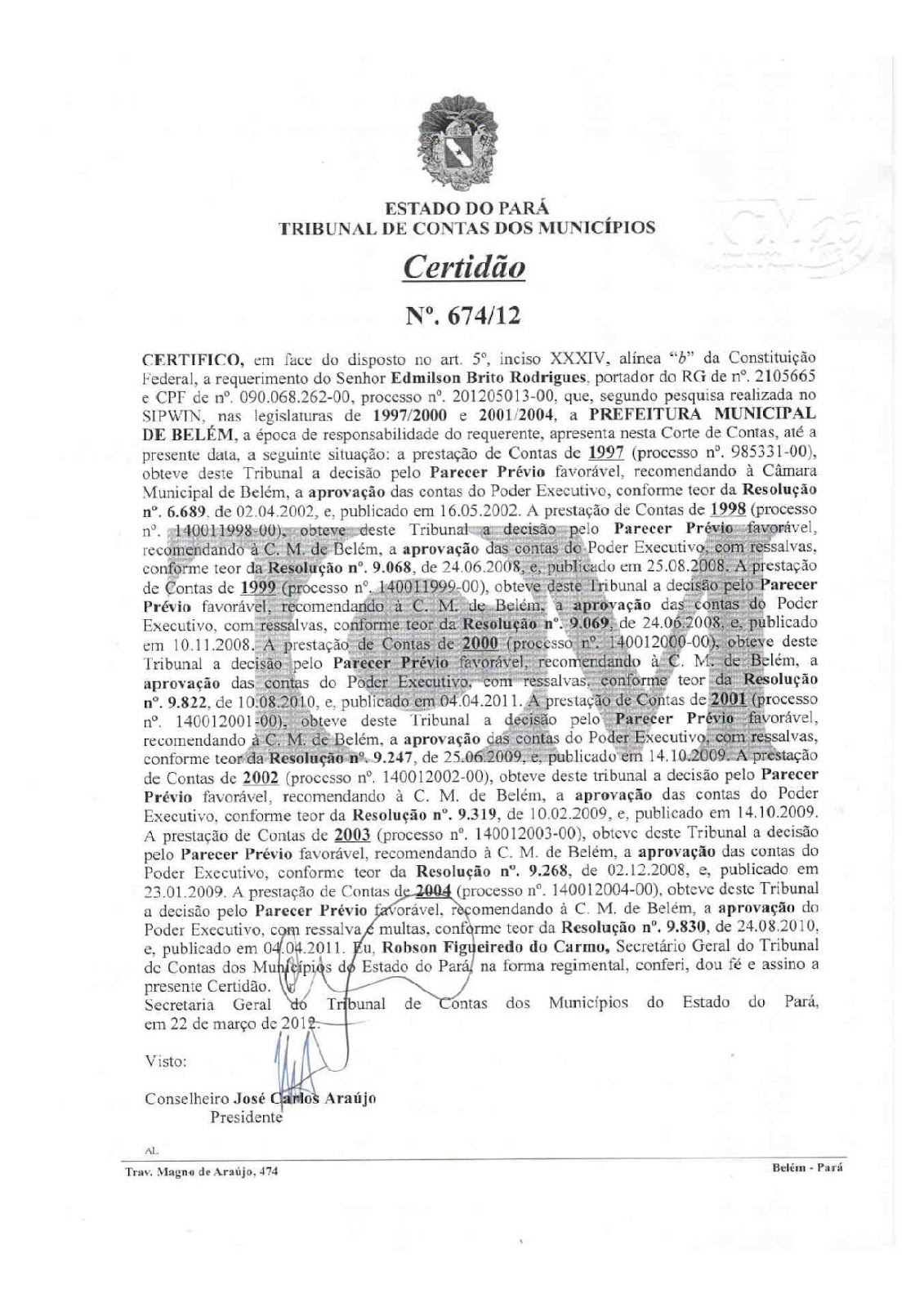
Certidão do Tribunal de Contas dos Municípios do Pará aprovando as contas das gestões de Edmilson Rodrigues quando Prefeito de Belém, nos anos de 1997 a 2000 e 2001 a 2004.

Em 2016, Edmilson Rodrigues foi condenado por improbidade administrativa por causa de irregularidades na área da educação durante sua gestão na prefeitura de Belém, de 1997 a 2005. Segundo o juiz Cláudio Henrique Fonseca de Pina, da 1ª Vara Federal do Pará, o ex-prefeito teria sido condenado pela falta de licitação  na compra de livros didáticos (cerca de 14 mil exemplares) e por desvio de verbas do Fundo Nacional de Desenvolvimento da Educação (FNDE). A sentença de Edmilson Rodrigues foi a devolução integral de 306.973 reais de danos causados aos cofres públicos, e uma multa de 50% sobre o valor a ser devolvido. O juiz também determinou a suspensão dos direitos políticos do deputado pelo prazo de oito anos. Edmilson Rodrigues recorreu sobre a decisão e se pronunciou publicamente sobre a rigidez da sentença, assinada 13 anos após o término de sua gestão em Belém, demonstrando um posicionamento cético sobre as finalidades da condenação, dada em período pré-eleitoral.
Edmilson afirma ainda que todas prestações de contas de todas as gestões nas quais Edmilson foi prefeito foram aprovadas pelo TCU (Tribunal de Contas do Municípios), e o próprio Ministério da Educação, por meio do Fundo Nacional de Desenvolvimento da Educação (FNDE), ao apreciar as contas do ano de 2004, não encontrou nenhuma irregularidade relativa à aquisição de livros didáticos. 
| Nº | Nome                     | Partido | Início do mandato      | Fim do mandato         | Observações       |
| 52 | Edmilson Brito Rodrigues | PT      | 1.º de janeiro de 1997 | 1.º de janeiro de 2001 | Prefeito eleito   |
| 52 | Edmilson Brito Rodrigues | PT      | 1.º de janeiro de 2001 | 1.º de janeiro de 2005 | Prefeito reeleito |

| Partido | Partido | Candidato          | Votos   | Votos (%) |
| ------- | ------- | ------------------ | ------- | --------- |
|         | PSDB    | Zenaldo Coutinho   | 438 435 | 56,61%    |
|         | PSOL    | Edmilson Rodrigues | 336 059 | 43,39%    |
| Totais  | Totais  | Totais             | 774 494 |           |

## Desempenho em eleições
| Ano  | Eleição                    | Coligação                                                                          | Partido | Candidato a       | Votos              | Resultado  |
| ---- | -------------------------- | ---------------------------------------------------------------------------------- | ------- | ----------------- | ------------------ | ---------- |
| 1986 | Estadual do Pará           | sem coligação                                                                      | PT      | Deputado estadual | 5.937              | Eleito     |
| 1990 | Estadual do Pará           | sem coligação                                                                      | PT      | Deputado estadual | 8.665              | Eleito     |
| 1994 | Estadual do Pará           | sem coligação                                                                      | PT      | Senador           | 284.389            | Não eleito |
| 1996 | Municipal de Belém do Pará | Frente Belém Popular (PT, PSTU, PCB, PPS, PSB e PCdoB)                             | PT      | Prefeito          | 291.184 (2º turno) | Eleito     |
| 2000 | Municipal de Belém do Pará | Frente Belém Popular (PT, PSB, PPS, PCdoB e PCB)                                   | PT      | Prefeito          | 325.883 (2º turno) | Eleito     |
| 2006 | Estadual do Pará           | Frente de Esquerda (PSOL e PCB)                                                    | PSOL    | Governador        | 131.088            | Não eleito |
| 2010 | Estadual do Pará           | sem coligação                                                                      | PSOL    | Deputado estadual | 85.412             | Eleito     |
| 2012 | Municipal de Belém do Pará | Belém nas mãos do povo (PSOL, PCdoB, PSTU e PCB)                                   | PSOL    | Prefeito          | 336.059 (2º turno) | Não eleito |
| 2014 | Estadual do Pará           | Frente de Esquerda - Mudança pra Valer (PSOL e PSTU)                               | PSOL    | Deputado federal  | 170.604            | Eleito     |
| 2016 | Municipal de Belém do Pará | Juntos pela Mudança (PSOL, PDT, PV e PPL)                                          | PSOL    | Prefeito          | 361.376 (2º turno) | Não eleito |
| 2018 | Estadual do Pará           | Juntos para Mudar (PSOL, PCB e PPL)                                                | PSOL    | Deputado federal  | 184.042            | Eleito     |
| 2020 | Municipal de Belém do Pará | Belém de novas ideias (PSOL, PT, PDT, REDE, PCB, PCdoB e UP)                       | PSOL    | Prefeito          | 390.723 (2º turno) | Eleito     |
| 2024 | Municipal de Belém do Pará | A nossa família é o povo (Fed. PSOL REDE, FE BRASIL (PT, PCdo B e PV) e Cidadania) | PSOL    | Prefeito          | 78.401             | Não eleito |

## Condecorações
| Insígnia | País   | Honra                             | Data                   |
| -------- | ------ | --------------------------------- | ---------------------- |
|          | Brasil | Comendador da Ordem de Rio Branco | 21 de novembro de 2023 |

## Cargos exercidos
Os cargos parlamentares exercidos por Edmilson Rodrigues:
| Nome               | Partido | Cargo             | Início do mandato | Fim do mandato | ref                       |
| Edmilson Rodrigues | PT-PA   | deputado estadual | 1987              | 1991           | [ 7 ] [ 34 ]              |
| Edmilson Rodrigues | PT-PA   | deputado estadual | 1991              | 1995           | [ 7 ] [ 34 ]              |
| Edmilson Rodrigues | PT-PA   | prefeito de Belém | 1997              | 2001           | [ 2 ] [ 7 ] [ 34 ] [ 35 ] |
| Edmilson Rodrigues | PT-PA   | prefeito de Belém | 2001              | 2005           | [ 7 ] [ 34 ] [ 35 ]       |
| Edmilson Rodrigues | PSOL-PA | deputado estadual | 2011              | 2015           | [ 7 ] [ 34 ]              |
| Edmilson Rodrigues | PSOL-PA | deputado federal  | 2015              | 2019           | [ 7 ] [ 34 ] [ 36 ]       |
| Edmilson Rodrigues | PSOL-PA | deputado federal  | 2019              | 2021           | [ 7 ] [ 34 ] [ 36 ]       |
| Edmilson Rodrigues | PSOL-PA | prefeito de Belém | 2021              | 2025           | [ 34 ] [ 35 ] [ 36 ]      |